# Bade (Indonesië)
Bade is een bestuurslaag in het regentschap Boyolali van de provincie Midden-Java, Indonesië. Bade telt 3559 inwoners (volkstelling 2010).